# Jatropha unicostata
Jatropha unicostata is een plantensoort uit de wolfsmelkfamilie (Euphorbiaceae). Het is een succulente doornloze houtachtige struik of kleine boom die een groeihoogte kan bereiken tot 2 meter hoog. De struik heeft een bleekkleurige schors en glanzend groene bladeren. De soort staat op de Rode Lijst van de IUCN geklasseerd als 'niet bedreigd'.
De soort komt voor op het bij Jemen behorende eiland Socotra. Hij groeit daar in gebieden met semi-bladverliezend struikgewas op kalkstenen bodems, veelal samen met de plantensoort Adenium socotranum.